# Secretaria de Desenvolvimento Econômico do Distrito Federal
| Secretaria de Estado do Desenvolvimento Econômico do Distrito Federal |                       |
| Criação                                                               | 1° de janeiro de 2019 |
| Extinção                                                              | 1° de janeiro de 2023 |

A Secretaria de Estado do Desenvolvimento Econômico foi um dos órgãos da administração direta do Governo do Distrito Federal, no Brasil. Desde janeiro de 2023 suas funções estão subordinadas a Secretaria de Estado do Desenvolvimento Econômico, Trabalho e Renda do Distrito Federal.

## Atribuições legais
Em 2019, o governador Ibaneis Rocha publicou o Decreto nº 39.610, que além de criar a Secretaria de Desenvolvimento Econômico também fixou suas atribuições. O texto previu a atuação e competência da secretaria nas seguintes áreas:
"I - desenvolvimento econômico;
II - indústria, comércio e serviços;
III - áreas, polos e parques de desenvolvimento econômico;
IV - políticas de fomento;
V - políticas de incentivos ao desenvolvimento econômico."

## Extinção
Em 1° de janeiro de 2023 teve suas atribuições vinculadas com as da antiga secretaria de trabalho e renda, passando a formar a atual Secretaria de Estado do Desenvolvimento Econômico, Trabalho e Renda do Distrito Federal.